# Juan Manuel González (escritor)
Juan Manuel González (Caracas, 24 de mayo de 1924 - 2000) fue un escritor y periodista venezolano galardonado en 1959 con el Premio Nacional de Literatura por La heredad junto al viento (1957). 

## Biografía
Estudió la licenciatura en Castellano y Literatura en el Instituto Pedagógico de Caracas y la carrera de Letras en la Universidad Central de Venezuela. Perteneció al grupo literario «Contrapunto», junto a Luz Machado, José Ramón Medina, Héctor Mujica, Andrés Mariño Palacio, entre otros. 
Fue articulista en los diarios El Universal, La Esfera y El Nacional, así como en la Revista Nacional de Cultura, Élite y Cultura Universitaria.
Además del premio nacional, también recibió el Premio Municipal de Poesía (1952), el Premio Bienal de Poesía «León de Greiff» (1957) y el Premio de Ensayo «Antonio Arráiz» (1968). En 1962 publicó un poema en homenaje al expresidente Isaías Medina Angarita. Se desconoce su trayectoria posterior y es un personaje básicamente olvidado de la memoria cultural venezolana. Falleció en el año 2000.

## Obra
- Estación de la luz 1948-1949 (1949)
- Los días sedientos (1950)
- Los salmos de la noche 1949-1952 (1952)
- La heredad junto al viento (1957)
- De la más alta colina (1958)
- Las estaciones juntas 1948-1958 (1961)
- Oda colectiva al General Medina (1962)
- Acto de amor a María: oraciones sagradas (1966)
- Dos poetas contemporáneos (ensayo sobre Manuel Felipe Rugeles y Antonio Arráiz; 1979)